# 14. arrondissement i Paris
14. arrondissement i Paris er et af Paris' 20 arrondissementer og er placeret på venstre Seinebred. Det kaldes også arrondissement de l'Observatoire.

## Geografi

### Bykvarterer
Arrondissementet er delt i fire bykvarterer:
- Montparnasse
- Parc-de-Montsouris
- Petit-Montrouge
- Plaisance

## Demografi
| År   | Befolkning |
| ---- | ---------- |
| 1954 | 181.458    |
| 1962 | 178.769    |
| 1968 | 166.985    |
| 1975 | 149.495    |
| 1982 | 139.788    |
| 1990 | 136.594    |
| 1999 | 132.822    |